# Okres Prostějov
Okres Prostějov je okres na jihozápadě Olomouckého kraje. Sídlem jeho bývalého okresního úřadu bylo statutární město Prostějov, které je obcí s rozšířenou působností. Kromě jeho správního obvodu obsahuje okres v severní části správní obvod obce s rozšířenou působností Konice a v jižní části je obec s pověřeným obecním úřadem Němčice nad Hanou.
V rámci kraje sousedí okres na severovýchodě s okresem Olomouc a na východě s okresem Přerov. Dále pak sousedí na jihu a západě s okresy Vyškov a Blansko (Jihomoravský kraj), na severozápadě s okresem Svitavy (Pardubický kraj) a na jihovýchodě s okresem Kroměříž (Zlínský kraj).
Specifický hákovitý tvar okresu je způsoben obcházením vojenského újezdu Březina, který patří do okresu Vyškov.

## Charakteristika okresu
Prostějovsko se rozkládá ve středu Moravy a tvoří jádro moravské oblasti Haná. Díky úrodné půdě zde dominuje zemědělství; kdysi významný oděvní průmysl již téměř zanikl. K roku 2019 měl okres rozlohu 770 km², z toho 70 % tvořila zemědělská půda a necelých 20 % lesy. V západní části okresu se rozkládá Drahanská vrchovina a ve východní části Hornomoravský úval. Podnebí je zde teplé s mírnou zimou, ve vyšších polohách na západě o něco vlhčí a chladnější. Nejvyšším bodem okresu jsou Skalky (735 m n.m.) na západní hranici, ve východní rovinaté části dominuje Velký Kosíř (442 m), jemuž se žertovně přezdívá „Hanácké Mont Blanc“.
Vodopisně náleží území okresu do povodí Moravy, především prostřednictvím říčky Romže, která protéká od severozápadu celým okresem. Od soutoku s Hloučelou v Prostějově se nazývá také Valová. Po severovýchodní hranici okresu teče Blata, jižní okraj odvodňuje Haná a západní okraj patří do povodí Punkvy. Největší vodní plochou v okrese je vodní nádrž Plumlov na řece Hloučele.
Administrativně se okres člení na dva správní obvody obcí s rozšířenou působností (Konice a Prostějov), které se dále člení na tři správní obvody obcí s pověřeným obecním úřadem (Konice, Němčice nad Hanou a Prostějov). Největším městem je Prostějov (44 tisíc obyvatel), žádné další sídlo nemá ani 3000 obyvatel.
Hlavním silničním tahem okresu je dálnice D46, jižní částí pak vede dálnice D1 se souběžnou silnicí I/47. Hlavním silničním uzlem je Prostějov, kde se s D46 křižuje silnice II/150 (někdejší silnice I/18) a dále odsud vybíhají silnice II/366, II/367, II/377, II/433, II/434 a II/449. V Konici se II/366 kříží se silnicemi II/373 a II/448.
Železniční osou Prostějovska je trať č. 301 Olomouc–Prostějov–Nezamyslice, která v Nezamyslicích navazuje na páteřní trať č. 300 Brno–Přerov. V Prostějově z trati 301 odbočuje trať 306 (dříve 271) do Dzbelu (přes Konici), z níž v Kostelci na Hané odbočuje trať 309 (dříve 275) směr Senice na Hané a Olomouc.
Na území okresu se nachází k roku 2017 národní přírodní památky Hrdibořické rybníky, Kosířské lomy a Za Hrnčířkou, národní přírodní rezervace Špraněk a dalších 31 přírodních památek a 13 přírodních rezervací. Kromě řady jiných tudy prochází mezinárodní cyklotrasa „Jantarová stezka“, v obci Skalka se nacházejí lázně s alkalicko-sirnatými prameny a kromě řady kulturních památek v Prostějově (např. Národního domu) lze navštívit např. zámky Konice, Čechy pod Kosířem se známým parkem a muzeem kočárů nebo Plumlovský zámek, u nějž je i oblíbená přehrada.

## Seznam obcí a jejich částí
Města jsou uvedena tučně, městyse kurzívou, části obcí malince.
Alojzov •
Bedihošť •
Bílovice-Lutotín (Bílovice • Lutotín) •
Biskupice •
Bohuslavice •
Bousín (Repechy) •
Brodek u Konice (Lhota u Konice) •
Brodek u Prostějova (Sněhotice) •
Březsko •
Budětsko (Slavíkov • Zavadilka) •
Buková •
Čehovice •
Čechy pod Kosířem •
Čelčice •
Čelechovice na Hané (Kaple • Studenec) •
Dětkovice •
Dobrochov •
Dobromilice •
Doloplazy (Poličky) •
Drahany •
Držovice •
Dřevnovice •
Dzbel •
Hačky •
Hluchov •
Horní Štěpánov (Nové Sady • Pohora) •
Hradčany-Kobeřice (Hradčany • Kobeřice) •
Hrdibořice •
Hrubčice (Otonovice) •
Hruška •
Hvozd (Klužínek • Otročkov • Vojtěchov) •
Ivaň •
Jesenec •
Kladky •
Klenovice na Hané •
Klopotovice •
Konice (Čunín • Křemenec • Ladín • Nová Dědina • Runářov) •
Kostelec na Hané •
Koválovice-Osíčany (Koválovice u Tištína • Osíčany) •
Kralice na Hané (Kraličky) •
Krumsín •
Laškov (Dvorek • Kandia • Krakovec) •
Lešany •
Lipová (Hrochov • Seč) •
Ludmírov (Dětkovice • Milkov • Ospělov • Ponikev) •
Malé Hradisko (Okluky) •
Mořice •
Mostkovice •
Myslejovice (Kobylničky • Křenůvky) •
Němčice nad Hanou •
Nezamyslice (Těšice) •
Niva •
Obědkovice •
Ohrozim •
Ochoz •
Olšany u Prostějova (Hablov) •
Ondratice •
Otaslavice •
Otinoves •
Pavlovice u Kojetína (Unčice) •
Pěnčín •
Pivín •
Plumlov (Hamry • Soběsuky • Žárovice) •
Polomí •
Prostějov (Čechovice • Čechůvky • Domamyslice • Krasice • Prostějov • Vrahovice • Žešov) •
Prostějovičky •
Protivanov •
Přemyslovice (Štarnov) •
Ptení (Holubice • Ptenský Dvorek) •
Raková u Konice •
Rakůvka •
Rozstání (Baldovec) •
Seloutky •
Skalka •
Skřípov •
Slatinky •
Smržice •
Srbce •
Stařechovice (Služín) •
Stínava •
Stražisko (Maleny • Růžov) •
Suchdol (Jednov • Labutice) •
Šubířov (Chobyně) •
Tištín •
Tvorovice •
Určice •
Víceměřice •
Vícov •
Vincencov •
Vitčice •
Vranovice-Kelčice (Kelčice • Vranovice) •
Vrbátky (Dubany • Štětovice) •
Vrchoslavice (Dlouhá Ves) •
Vřesovice •
Výšovice •
Zdětín •
Želeč